# 1358
| [ Edytuj tabelę ]                          |                                                            |
| Król Polski                                | - 1333 Kazimierz III Wielki 1370                           |
| Król Albanii                               | - 1332 Robert 1364                                         |
| Współksiążęta Andory                       | - 1351 Hug Desbac 1361 - 1343 Gaston III 1391              |
| Król Anglii                                | - 1327 Edward III 1377                                     |
| Król Aragonii i Walencji, hrabia Barcelony | - 1336 Piotr IV Aragoński 1387                             |
| Władca Azteków                             | - 1325 Tenoch 1376                                         |
| Elektor Brandenburgii                      | - 1356 Ludwik VI Rzymianin 1365                            |
| Książę Bawarii                             | - 1347 Stefan II 1375                                      |
| Książę Burgundii                           | - 1349 Filip I z Rouvres 1361                              |
| Cesarz Bizancjum                           | - 1355 Jan V Paleolog 1376                                 |
| Car Bułgarii                               | - 1331 Iwan Aleksander 1371 - 1356 Iwan Stracimir 1396     |
| Cesarz Chin                                | - 1333 Huizong 1368                                        |
| Król Cypru                                 | - 1324 Hugo IV 1359                                        |
| Król Czech                                 | - 1346 Karol IV Luksemburski 1378                          |
| Król Danii                                 | - 1340 Waldemar Atterdag 1376                              |
| Władca Egiptu                              | - 1354 An-Nasir Hasan 1361                                 |
| Cesarz Etiopii                             | - 1344 Nyuaje Krystos 1372                                 |
| Król Francji                               | - 1350 Jan II Dobry 1364                                   |
| Król Gruzji                                | - 1346 Dawid IX 1360                                       |
| Hrabia Holandii                            | - 1346 Wilhelm V 1358 - 1358 Albert 1404                   |
| Cesarz Japonii                             | - 1339 Go-Murakami 1368                                    |
| Kalif                                      | - 1352 Al-Mu’tadid I 1362                                  |
| Król Kastylii i Leónu                      | - 1350 Piotr I Okrutny 1369                                |
| Patriarcha Konstantynopola                 | - 1355 Kalikst I 1363                                      |
| Władca Korei                               | - 1351 Kongmin 1374                                        |
| Wielki książę litewski                     | - 1345 Olgierd 1377                                        |
| Cesarz Majapahitu                          | - 1350 Hajam Wuruk 1389                                    |
| Sułtan Maroka                              | - 1350 Abu Inan Faris 1358 - 1358 Muhammad II as-Said 1359 |
| Książę Mediolanu                           | - 1354 Galeazzo II 1378 - 1354 Bernabò 1385                |
| Wielki książę moskiewski                   | - 1353 Iwan II Piękny 1359                                 |
| Król Nawarry                               | - 1349 Karol II Zły 1387                                   |
| Król Norwegii                              | - 1343 Haakon VI Magnusson 1380                            |
| Elektor Palatynatu                         | - 1356 Ruprecht I 1390                                     |
| Papież                                     | - 1352 Innocenty VI 1362                                   |
| Król Portugalii                            | - 1357 Piotr I 1367                                        |
| Cesarz Rzymski (niemiecki)                 | - 1346 Karol IV Luksemburski 1378                          |
| Car Serbii                                 | - 1355 Stefan Urosz V Nijaki 1371                          |
| Elektor Saksonii                           | - 1356 Rudolf II Askańczyk 1370                            |
| Król Szkocji                               | - 1329 Dawid II Bruce 1371                                 |
| Król Szwecji                               | - 1319 Magnus Eriksson 1363 - 1357 Eryk XII Magnusson 1359 |
| Król Tajlandii                             | - 1350 Ramathibodi I 1369                                  |
| Sułtan Turków                              | - 1324 Orchan 1360                                         |
| Doża Wenecji                               | - 1356 Giovanni Delfino 1361                               |
| Król Węgier                                | - 1342 Ludwik Andegaweński 1382                            |
| Wielki mistrz zakonu krzyżackiego          | - 1351 Winrich von Kniprode 1382                           |

Rok 1358 / MCCCLVIII
stulecia: XIII wiek ~
XIV wiek ~
XV wiek

lata: 1348 «
1353 «
1354 «
1355 «
1356 «
1357 «
1358
» 1359
» 1360
» 1361
» 1362
» 1363
» 1368

## Wydarzenia w Polsce
- 20 stycznia – Ślesin uzyskał prawa miejskie.
- 16 lutego – Sieradz: przywódca konfederacji wielkopolskiej Maciej Borkowic złożył przysięgę wierności królowi Kazimierzowi Wielkiemu. W tekście przysięgi po raz pierwszy pojawiło się słowo Rzeczpospolita, na określenie Korony Królestwa Polskiego.
- 5 sierpnia – Będzin uzyskał prawa miejskie.
- Sierpień – Siemowit mazowiecki zawarł układ graniczny z Kiejstutem.

## Wydarzenia na świecie
- 21 maja – we Francji wybuchł bunt chłopski zwany żakerią.
- 10 czerwca – w decydującej bitwie pod Meaux zostało krwawo stłumione powstanie francuskich chłopów (tzw. żakeria).
- 27 czerwca – powstała Republika Dubrownicka.
- Wojska marokańskie wtargnęły do Tunisu.
- Pod względem populacji Nankin (populacja 487,000-1400) wyprzedził Hangzhou i stał się największym miastem świata.

## Urodzili się
- 24 sierpnia – Jan I, król Kastylii i Leónu (zm. 1390)
- Mikołaj Trąba – pierwszy prymas Polski (zm. 1422)

## Zmarli
- 23 kwietnia - Mikołaj Mały ziębicki, książę ziębicki z dynastii Piastów (ur. pomiędzy 1322 a 1327)
- 22 sierpnia – Izabela Francuska, córka Filipa IV Pięknego i Joanny I z Nawarry, królowa Anglii, żona Edwarda II (ok. 1296).
- 26 listopada – Delfina de Signe – francuska tercjarka franciszkańska, błogosławiona katolicka (ur. 1283)